# Pelvetia
Pelvetia is een geslacht van bruinwieren uit de orde Fucales. Het geslacht werd in 1845 voor het eerste wetenschappelijk beschreven door Decaisne en Thuret.

## Soorten
- Pelvetia canaliculata (Linnaeus) Decaisne & Thuret, 1845 = Groefwier
- Pelvetia minor Noda

Niet geaccepteerde soorten:
- Pelvetia babingtonii (Harvey) De Toni, 1895 => Silvetia babingtonii (Harvey) E.A.Serrão, T.O.Cho, S.M.Boo & Brawley, 1999
- Pelvetia capensis (Areschoug) De Toni => Bifurcariopsis capensis (Areschoug) Papenfuss, 1940
- Pelvetia compressa (J.Agardh) De Toni, 1895 => Silvetia compressa (J.Agardh) E.Serrão, T.O.Cho, S.M.Boo & Brawley, 1999
- Pelvetia fastigiata (J.Agardh) De Toni, 1895 => Silvetia compressa (J.Agardh) E.Serrão, T.O.Cho, S.M.Boo & Brawley, 1999
- Pelvetia galapagensis (Piccone & Grunow) De Toni, 1895 => Bifurcaria galapagensis (Piccone & Grunow) Womersley, 1964
- Pelvetia siliquosa C.K.Tseng & C.F.Chang, 1953 => Silvetia siliquosa (C.K.Tseng & C.F.Chang) E.A.Serrão, T.O.Cho, S.M.Boo & S.H.Brawley, 1999
- Pelvetia wrightii Okamura, 1902 => Silvetia babingtonii (Harvey) E.A.Serrão, T.O.Cho, S.M.Boo & Brawley, 1999
- Pelvetia japonica Yendo (onzeker)